# 大道徳学
『大道徳学』（だいどうとくがく、希: Ἠθικὰ Μεγάλα、羅: Magna Moralia）とは、古代ギリシャの哲学者アリストテレスによって書かれたとされる倫理哲学書の1つ。真作性には異議もあり、決着は付いていない。

## 書名について
僅か2巻から成る小著であるにもかかわらず『大道徳学』という書名が付いているのは、各一巻の量が通常の書物に比べて大きかったことに由来すると推定されている。

## 構成
全2巻から成る。
- 第1巻 【Α巻】 - 全34章。
  - 第1章 - 序論。徳について。
  - 第2章 - 善の区分1。
  - 第3章 - 善の区分2。
  - 第4章 - 霊魂の徳。
  - 第5章 - 霊魂の有理的部分と無理的部分。その後者に生じる倫理的徳。
  - 第6章 - 倫理的徳と快楽・苦痛。「倫理的性格」（エートス）と「習慣」（エトス）。
  - 第7章 - 霊魂の内における「情意」「能力」「状態」と中庸。
  - 第8章 - 中庸2。
  - 第9章 - 中庸3。
  - 第10章 - 自然物における始原的性質と生成。
  - 第11章 - 人間における始原的性質と生成。
  - 第12章 - 随意性・自発性。欲求（欲望・激情・願望）の内、欲望についての検討。
  - 第13章 - 前章の続き。激情と願望についての検討。
  - 第14章 - 強制について。
  - 第15章 - 必然について。
  - 第16章 - 随意性・自発性と思惟の同伴。
  - 第17章 - 選択について。
  - 第18章 - 徳と目的・手段。
  - 第19章 - 徳の目的と美・行動。
  - 第20章 - 勇敢。
  - 第21章 - 節制。
  - 第22章 - 温和。
  - 第23章 - 鷹揚1。
  - 第24章 - 鷹揚2。
  - 第25章 - 矜持。
  - 第26章 - 豪壮。
  - 第27章 - 義憤。
  - 第28章 - 厳正。
  - 第29章 - 廉恥。
  - 第30章 - 頓知。
  - 第31章 - 親愛。
  - 第32章 - 真実。
  - 第33章 - 正義。
  - 第34章 - 正理。
- 第2巻【Β巻】 - 全17章。
  - 第1章 - 衡平。
  - 第2章 - 良識。
  - 第3章 - 良思量。
  - 第4章 - 自制と無自制。霊魂に生じる三悪としての悪徳・無自制・獣性。
  - 第5章 - 度を越した悪徳としての獣性。
  - 第6章 - 自制・無自制についての詳論。
  - 第7章 - 快楽。
  - 第8章 - 幸運。
  - 第9章 - 善美。
  - 第10章 - 霊魂の無理的部分（情意）と思量的部分（理性）。幸福と活動。
  - 第11章 - 親愛1。
  - 第12章 - 親愛2。
  - 第13章 - 自愛1。
  - 第14章 - 自愛2。
  - 第15章 - 自足。
  - 第16章 - 親友1。
  - 第17章 - 親友2。

## 日本語訳
- 『アリストテレス全集 14　大道徳学・エウデモス倫理学・徳と悪徳について』 茂手木元蔵訳、岩波書店 1968年
- 『新版 アリストテレス全集 16　大道徳学 エウデモス倫理学 徳と悪徳について』新島龍美・荻野弘之訳、岩波書店、2016年